# Morgane Charre
Morgane Charre, née le 9 juin 1990, est une coureuse cycliste française spécialiste de VTT de descente. Elle est championne du monde de descente 2012.

## Biographie
Elle est championne du monde de descente 2012.
En 2019, elle passe de la descente à l'enduro.

## Palmarès en VTT

### Championnats du monde
- 2012
  -  Championne du monde de descente
- 2013
  - 6e de la descente
- 2014
  - 9e de la descente
- 2015
  - 4e de la descente
- 2024
  -  Médaillée de bronze de VTT enduro

### Coupe du monde
- Coupe du monde de descente
  - 2012 : 6e du classement général
  - 2013 : 5e du classement général
  - 2014 : 8e du classement général
  - 2015 : 7e du classement général
  - 2016 : 6e du classement général
  - 2017 : 12e du classement général

- Coupe du monde d'enduro
  - 2023 : 2e du classement général, vainqueur de deux manches
  - 2024 : 3e du classement général, vainqueur de deux manches

### Championnats d'Europe
- 2013
  -  Médaillée d'argent de la descente
  -  Médaillée d'argent du four cross
- 2018
  -  Médaillée d'argent de la descente

### Championnats de France
- 2012
  - 2e de la descente
- 2015
  - 2e de la descente
- 2016
  - 2e de la descente
- 2023
  - 2e de l'enduro